# Obereopsis holoflavipennis
Obereopsis holoflavipennis là một loài bọ cánh cứng trong họ Cerambycidae.